# اقتصاد بورتوريكو

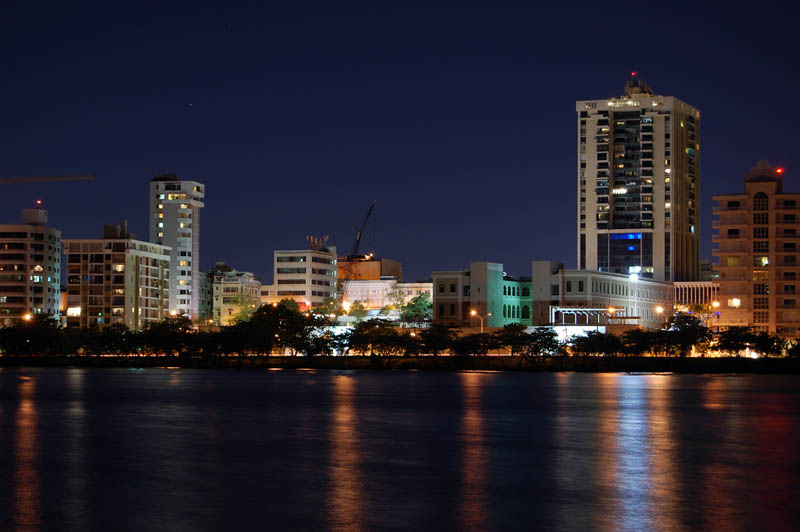
سان خوان

صنف البنك الدولي اقتصاد بورتوريكو على أنه اقتصاد عالي الدخل، أما المنتدى الاقتصادي العالمي فصنفه الاقتصاد الأشد تنافسًا في أمريكا اللاتينية. تدور عجلة اقتصاد بورتوريكو بوساطة التصنيع، وبشكل رئيسي الصناعات الدوائية والمنسوجات والبتروكيماويات والإلكترونيات ومن بعدها قطاع الخدمات والتأمين والتمويل والعقارات والسياحة. يلعب الموقع الجغرافي لبورتوريكو ووضعها السياسي دورًا بارزًا في الازدهار الاقتصادي، ويرجع السبب في ذلك بشكل رئيسي إلى كونها جزيرة بحجم صغير نسبيًا، لكنها تفتقر للموارد الطبيعية الضرورية لإنتاج المواد الخام فتعتمد على الاستيراد، بالإضافة إلى علاقتها بالولايات المتحدة التي تتحكم بسياستها الخارجية وتفرض قيودًا تجارية على صناعة الشحن خصوصًا.
على صعيد الاقتصاد الكلي، عانت بورتوريكو من الكساد الاقتصادي لأربعة عشر عامًا على التوالي، وذلك بدءًا منذ عام 2006 بعد تعرضها لسلسلة من التدفقات النقدية السلبية، وانتهاء مدة الفقرة 936 المتعلقة ببورتوريكو من قانون الإيرادات الداخلي للولايات المتحدة. كانت هذه الفقرة ضرورية لاقتصاد الجزيرة لأنها وضعت إعفاءات ضريبية على شركات الولايات المتحدة المستقرة في بورتوريكو وسمحت لشركاتها الثانوية التي تعمل في الجزيرة بإرسال أرباحها إلى الشركة الأم في أي وقت دون دفع الضريبة الفيدرالية على دخل الشركة. على أية حال، من المثير للدهشة أن بورتوريكو تمكنت من الحفاظ على مستوى تضخم منخفض نسبيًا في العقود الماضية. على الصعيد الأكاديمي، تأتي معظم مشاكل بورتوريكو الاقتصادية من التنظيمات الفيدرالية المنتهية الصلاحية أو اللاغية أو التي لم تعد منطبقة على بورتوريكو، ومن عجزها على تحقيق الاكتفاء الذاتي والاستدامة الذاتية على مر التاريخ، ومن سياستها العامة المسيسة للغاية والتي تميل إلى التغيير كلما حصل حزب سياسي على السلطة، ومن حكومتها المحلية ضعيفة الكفاءة التي راكمت الدين العام ليصل إلى غاية 66% من إجمالي ناتجها المحلي على مر الوقت، وعلى الرغم من كل هذه القضايا يستمر اقتصاد بورتوريكو في الازدهار التدريجي.
بمقارنة بورتوريكو مع غيرها من الولايات المتحدة، يتبين أنها الأكثر فقرًا بين الولايات الأخرى، ففيها 45% من السكان يعيشون تحت خط الفقر. أما عند مقارنتها بأمريكا اللاتينية فتتميز بورتوريكو بامتلاكها لأعلى إجمالي ناتج محلي للفرد في كل المنطقة، ناهيك عن أنها الاقتصاد الأشد تنافسًا بين منظمة الدول الأيبيرية الأمريكية للتربية والعلم والثقافة متفوقة بذلك على تشيلي وإسبانيا. لدى كومنولث دين سندات كبير خارج عن السيطرة، فبلغ 70 مليار دولار أمريكي في أوائل عام 2017 أو 12 ألف دولار أمريكي لكل فرد، وفي ذاك الحين بلغ معدل البطالة (8.0% في أكتوبر عام 2018) أي ما يتجاوز ضعفي معدل بطالة البر الرئيسي. تزايد الدين على مدار عقد كامل من الركود الاقتصادي الطويل. من الضروري لبورتوريكو أن تجري اتفاقيات إعادة هيكلة مع الدائنين لتتجنب عملية شبيهة بالإفلاس في ظل قانون الإشراف والإدارة والاستقرار في بورتوريكو (بروميسا).
في نطاق أكثر تحديدًا، كانت بورتوريكو في وضع غير عادي منذ عام 2016، فاقتصادها تحت إشراف المجلس الفيدرالي الذي يدير الأموال ويساعد في إعادة الوصول إلى أسواق رأس المال.
لدى الكومنولث بنية تحتية جديدة وقطاع عام ضخم وإطار عمل مؤسساتي بإشراف تنظيمات الوكالات الفيدرالية للولايات المتحدة التي يتمتع معظمها بوجود نشط ومستمر ضمن الجزيرة. تتشارك بورتوريكو التجارة مع الولايات المتحدة نفسها وجزيرة أيرلندا واليابان، وتأتي معظم منتجاتها من شرق آسيا، وبشكل رئيسي من الصين وهونغ كونغ وتايوان. في عام 2016، شكلت بورتوريكو شراكات تجارية مع سنغافورة وسويسرا وكوريا الجنوبية، فجميعها بدأت بتجارة الاستيراد مع بورتوريكو. أما على الصعيد العالمي، فتعتمد بورتوريكو على النفط من أجل النقل وتوليد الكهرباء، وتعتمد أيضًا على استيراد الأغذية والمواد الخام، وهو ما يجعل بورتوريكو متأرجحة وعرضة للتأثر بتغيرات الاقتصاد العالمي والمناخ.